# Метилфенидон
Мети́лфенидо́н (1-фенил-4-метил-3-пиразолидон, 4-метилфенидон) — органическое соединение, производное фенидона c химической формулой C10H12N2O. Термин образован от частей химического названия (4-метил-1-фенил-3-пиразолидон). Используется как проявляющее вещество в фотографии в качестве замены менее стабильного фенидона, обычно вместе с гидрохиноном.
Синонимы: фенидон B, фенидон Z.

## История
После коммерческого успеха использования фенидона в проявителях, который начался после 1953 года, стало возможным создание сильных концентратов проявителей, которые перед применением просто разбавлялись водой. Однако эти концентраты с фенидоном должны были содержать большое количество щёлочи, в которых фенидон был нестабилен. Для решения проблемы были созданы два производных фенидона: метилфенидон и диметилфенидон (димезон). Они решили проблему стабильности, но при этом имели недостаток, которой не имел фенидон: плохую растворимость в воде. Окончательно ликвидировать проблему помогло только появление димезона S, который имел и хорошую растворимость, и стабильность. В настоящее время фенидон и метилфенидон применяются в основном фотолюбителями, получающими из сухих реактивов готовые растворы, а большинство крупных производителей применяют димезон S для создания жидких концентратов, обычно в супераддитивной смеси с гидрохиноном.

## Физические и химические свойства
Порошок или кристаллы белого или кремового цвета с температурой плавления 134-135°C. Растворим в горячей воде. Легко растворим в щелочных и кислых растворах, нерастворим в эфире, бензине, бензоле. Хорошо растворим в спирте и ацетоне (более 1 г на 100 мл).
Фотографические свойства примерно аналогичны свойствам фенидона. В отличие от фенидона метилфенидон обладает значительно большей устойчивостью при повышении рН и температуры. 

## Получение
Получают конденсацией фенилгидразина и метилметакрилата в среде этилата, бутилата или изобутилата натрия.

## Применение
Применяется как проявляющее вещество в фотографических проявителях вместе с гидрохиноном и глицином. Может использоваться как заменитель метола, однако, как и фенидон, непригоден для замены проявителей, где метол является единственным проявляющим веществом. Это вызвано малой активностью и сильной вуалирующей способностью метилфенидона, исчезающими в супераддитивных смесях.
Наряду с метолом и гидрохиноном входит в состав некоторых активных отечественных проявителей для фототехнических материалов (например, УП-4 и УП-5).